# شارل نودیه
ژان شارل امانوئل نودیه (به فرانسوی: Jean Charles Emmanuel Nodier) رمان‌نویس قرن هجدهم میلادی اهل فرانسه است.